# Accidente aéreo de Irkutsk
El accidente del Sukhoi Su-30 ocurrió alrededor de las 17:30 hora local del 23 de octubre de 2022 en la ciudad de Irkutsk, en el sur de Rusia. El avión Su-30SM estaba realizando un vuelo de prueba cuando cayó sobre un edificio residencial de madera de dos pisos en 2nd Sovetsky Lane. Ambos pilotos murieron. Los residentes de la casa no resultaron heridos ya que no estaban en casa.
El accidente ocurrió seis días después de que otro avión se estrellara contra un edificio residencial en Yeysk. Los corresponsales de la BBC señalaron que ambos aviones pertenecen en general a la misma familia: fueron creados mediante una profunda modernización del caza soviético Sukhoi Su-27.

## Accidente
En la noche del 23 de octubre de 2022, se realizaron vuelos de prueba de dos Su-30SM sobre el aeródromo de Irkutsk-2. Un avión aterrizó sin problemas en el aeropuerto, mientras que se perdió el contacto con el otro avión. El avión se estrelló contra un edificio residencial en 2nd Sovietsky Lane. Las cinco personas (dos familias) que vivían en la casa no estaban en el momento del accidente. Dos pilotos del avión murieron. Posteriormente se produjo un incendio que hirió a un bombero. Según autoridades locales, 150 casas quedaron sin luz tras el accidente aéreo.

## Tripulación
- Maxim Vyacheslavovich Konyushin: un piloto de pruebas profesional. Participó en las pruebas de más de 30 modelos de aviones. Nacido enPrimorie. Se graduó de la Academia de Ingeniería de la Fuerza Aérea Zhukovsky con un título en pruebas de aeronaves. Fue galardonado con medallas del Ministerio de Defensa de la Federación Rusa "Por Distinción en el Servicio Militar" III, II y I grado. Llevaba el título de "Piloto de Pruebas de Honor de la Federación Rusa".
- Viktor Viktorovich Kryukov: piloto de pruebas de tercera clase, piloto militar de segunda clase. Nativo de Ucrania. Graduado del Instituto de Aviación Militar de Krasnodar.[6][7]

## Investigación
El Comité de Investigación de Rusia abrió un caso penal en virtud del artículo 263 del Código Penal ("Violación de las normas de seguridad del tráfico y operación del transporte aéreo"). Se ha creado una comisión para investigar el accidente. En el distrito de Leninsky de Irkutsk, se introdujo un régimen de emergencia municipal.
La investigación considera dos versiones de las causas del desastre: errores de la tripulación y falla del equipo. Se informa que la tripulación pudo haber perdido el conocimiento durante el vuelo por un mal funcionamiento del equipo de oxígeno o despresurización.